# Parallel-Riesenslalom
Der Parallel-Riesenslalom ist eine Disziplin in den Sportarten Ski Alpin und Snowboard.

## Abgrenzung
Neben dem Parallel-Riesenslalom existieren noch andere Parallel-Wettbewerbe. Vom Parallel-Slalom unterscheidet sich der Parallel-Riesenslalom insbesondere durch längere Torabstände.

## Ski Alpin
Bei den alpinen Skirennläufern sind Parallel-Riesenslaloms weniger üblich. Seit dem Weltcup-Finale 2010 in Garmisch-Partenkirchen wird der Mannschaftswettbewerb in Form eines Parallel-Riesenslaloms ausgetragen.
Innerhalb der FIS gibt es Bestrebungen, die Regeln des Parallel-Riesenslaloms, des Parallel-Slaloms und möglicherweise des City Events zu harmonisieren, um das Parallelrennen als feste sechste Disziplin neben Abfahrt, Super-G, Riesenslalom, Slalom und Alpiner Kombination in die Wettbewerbe zu integrieren. Im Herbst 2018 wurde eine entsprechende Arbeitsgruppe eingesetzt, die Premiere im Weltcup ist für 2019/20, die Premiere bei Weltmeisterschaften erfolgte 2021.
Zusammenfassung der an den Weltmeisterschaften 2021 geltenden Regeln:
- Im Qualifikationsrennen treten jeweils zwei Athleten gleichzeitig an, aber nicht gegeneinander. Gewertet wird lediglich die gefahrene Zeit eines Laufes. Die besten 16 Athleten (je 8 des roten und des blauen Kurses) qualifizieren sich für den weiteren Wettbewerb.
- Im eigentlichen Rennen gilt das Knock-Out-System; in jeder Begegnung scheidet ein Athlet aus. Pro Begegnung hat jeder Athlet einmal auf dem roten und einmal auf dem blauen Kurs zu fahren. Im ersten Lauf beträgt der maximal erzielbare Vorsprung des einen Läufers 0,5 Sekunden und es wird gleichzeitig gestartet. Im zweiten Lauf kann ein unbegrenzter Vorsprung erreicht werden; der schlechtere Läufer des 1. Laufes startet mit seinem Rückstand aus dem 1. Lauf.
- Bei gleichzeitigem Erreichen des Ziels im 2. Lauf gewinnt der Athlet, der den 2. Lauf in der kürzeren Zeit bestritten hat. Im Finallauf jedoch werden beide Läufe gleichberechtigt gewertet.

## Snowboard
Der Hang bei einem Parallel-Riesenslalom muss eine Höhendifferenz von 120 bis 200 Metern aufweisen. Es werden zwei Kurse (einer mit roten und einer mit blauen Toren) mit jeweils ca. 25 Toren im Abstand von 20 bis 25 Metern gesetzt. Die beiden Kurse haben einen Abstand von 7 bis 8 Metern voneinander. Die Tore sind immer bei der kurzen Stange zu umfahren.
In der Qualifikation fahren die Läufer einzeln, abwechselnd auf der blauen und der roten Piste. Die besten 16 jeder Farbe (also insgesamt 32) kommen in die Ausscheidungsrunde. Hier fährt jeder Läufer auf der jeweils anderen Piste. Beide Zeiten werden zusammengezählt (das ist dann jeweils eine "rote" und eine "blaue" Zeit) und die 16 Besten erreichen das Finale. Dieses wird im K.-o.-System ausgetragen. Jeweils zwei Snowboarder treten in zwei Läufen gegeneinander an, wobei im zweiten Lauf mit der Differenz aus dem ersten gestartet wird. Wer nach dem zweiten Lauf als erstes über die Ziellinie fährt, steigt in die nächste Runde auf.
Erstmals bei Weltmeisterschaften fanden 1999 Parallel-Riesenslaloms statt, 2002 war die Disziplin zum ersten Mal olympisch.